# Alternaria solani-nigri
Alternaria solani-nigri är en svampart som beskrevs av R. Dubey, S.K. Singh & Kamal 1999. Alternaria solani-nigri ingår i släktet Alternaria och familjen Pleosporaceae.   Inga underarter finns listade i Catalogue of Life.